# Акин Акинозу
Акин Акинозу (тур. Akın Akınözü; Анкара, 22. септембар 1990) турски је филмски и телевизијски глумац.

## Филмографија
| Година:       | Српски назив:            | Оригинални назив:      | Улога:         | Жанр:  |
| ------------- | ------------------------ | ---------------------- | -------------- | ------ |
| 2015.         | Величанствени век: Косем | Muhteşem yüzyıl: Kösem | Иван           | серија |
| 2016.         | Пријатељи су добри       | Arkadaşlar iyidir      | Јунус Чаглајан | серија |
| 2017. - 2018. | Породица Аслан           | Aslan ailem            | Мурат Аслан    | серија |
| 2018.         | Последњи цар: Абдулхамид | Payitaht: Abdülhamid   | Омер           | серија |
| 2019. -       | Немогућа љубав           | Hercai                 | Миран Асланбеј | серија |